# Катедрала Светог Јакова у Шибенику
Катедрала Светог Јакова у Шибенику у Хрватској је катедрала Католичке цркве у Хрватској, седиште Шибенске бискупије. Катедрала се налази на листи светске баштине Унеска од 2000. Подигнута је на месту романичке Цркве Светог Јакова.
Одлука о градњи и набавци камена донесена је 1402, али се због претње рата, сав материјал користио за појачање градских бедема. Градња започиње 1431. и траје до 1536. године. На изградњи је радио велики број млетачких и локалних мајстора, а изграђена је у готичком стилу.
Градско веће је 1441. поверило радове на изградњи цркве локалном мајстору Јурају Далматинцу. Он је проширио наве и апсиде, припремио је куполу и додао бројне вајарске декорације, укључујући 71 људску главу од камена на спољној страни и баптистеријума. Он је водио градњу све до краја свог живота 1475. 
Између 1475. и 1536. радове је надгледао тоскански мајстор Николо ди Ђовани Фиорентино (итал. Niccolò di Giovanni Fiorentino). Он је наставио градњу у ренесансном стилу, довршио је куполу, и спољне скулптуре светог Михаила, Јакова и Марка, кров и горњу фасаду. Сазидао је и трифорије (паралелне галерије), а радио је и на презвитеријуму и олтару.
Пошто је Фиорентино умро 1505, изградњу је завршила група млетачких и локалних мајстора.